# Charan Pahul
Charan Pahul est la cérémonie d'introduction au mouvement sikh pratiquée avant 1699 et la mise en place du Khalsa, et de l'Amrit Sanskar. Elle était de mise depuis Guru Nanak, le gourou fondateur du sikhisme. Elle consistait à verser de l'eau sur les pieds du Guru pour ensuite s'en oindre. Si le gourou était absent, un responsable d'une communauté religieuse locale le remplaçait. 
Avec le Khalsa, les pieds ont été remplacés par l'épée symbole d'union des sikhs : le khanda. Le symbole était l'initiation à la foi par le Guru.
D'autres obédiences religieuses afin de faire allégeance à un gourou effectuaient aussi cette cérémonie.